# Раціональна функція
Раціональна функція однієї змінної — це алгебраїчний вираз, що є відношенням двох многочленів, тобто має вигляд
{\displaystyle {\frac {P(x)}{Q(x)}}={\frac {a_{n}x^{n}+\ldots +a_{1}x+a_{0}}{b_{m}x^{m}+\ldots +b_{1}x+b_{0}}}.}
При цьому коефіцієнти многочленів належать деякому заздалегідь визначеному полю, наприклад, множині дійсних або комплексних чисел. Причому коефіцієнти зовсім не обов'язково мають бути раціональними числами.
Степенем раціональної функції називається максимум з степенів многочленів P та Q. Раціональні функції степеня 1 називаються перетворенням Мебіуса.
Раціональна функція визначена для всіх значень змінних, крім тих, при яких знаменник перетворюється в нуль.
Функції, які неможливо представити у вигляді відношення двох многочленів, називають ірраціональними функціями.
На раціональні функції поширюються арифметичні дії (додавання, множення, віднімання і ділення). Сукупність усіх раціональних функцій сама утворює поле, так зване поле раціональних функцій. Раціональні функції належать до ширшого класу елементарних функцій.
Так само визначаються раціональні функції кількох змінних  
{\displaystyle R(x)={\frac {P_{n}(x_{1},\dots ,x_{n})}{Q_{m}(x_{1},\dots ,x_{m})}}}

## Властивості
- Будь-який вираз, який можна отримати зі змінних {\displaystyle x_{1},\dots ,x_{n}} за допомогою чотирьох арифметичних дій, є раціональною функцією.
- Множина раціональних функцій замкнута щодо арифметичних дій і операції  композиції.
- Будь-яка раціональна функція може бути представлена у вигляді суми найпростіших дробів (див. Метод невизначених коефіцієнтів), це  застосовується при аналітичному інтегруванні.

## Приклади
Раціональна функція {\displaystyle f(x)={\frac {x^{3}-2x}{2(x^{2}-5)}}} не визначена при {\displaystyle x^{2}=5\Leftrightarrow x=\pm {\sqrt {5}}}.
Раціональна функція {\displaystyle f(x)={\frac {x^{2}+2}{x^{2}+1}}} визначена на всіх дійсних числах, але не на всіх комплексних числах. Невизначеність виникає коли x є квадратним коренем з {\displaystyle -1} (т.з. {\displaystyle i} - уявна одиниця або {\displaystyle -i}), коли виникає ділення на нуль: {\displaystyle f(i)={\frac {i^{2}+2}{i^{2}+1}}={\frac {-1+2}{-1+1}}={\frac {1}{0}}}.
Раціональна функція {\displaystyle f(x)={\frac {x^{3}-2x}{2(x^{2}-5)}}}, при x що прямує до нескінченності, прямує до {\displaystyle {\frac {x}{2}}}.
Функція-константа, наприклад f(x) = π є раціональною функцією тому що константа є многочленом (виродженим). Зауваження. Функція є раціональною навіть коли f(x) є ірраціональним числом при всіх x.
Раціональна функція {\displaystyle f(x)={\frac {x}{x}}} дорівнює 1 для всіх x крім 0, що є усувною особливою точкою.